# Nassause Domeinraad
De Nassause Domeinraad of Raad- en Rekenkamer is een bestuurscollege dat het beheer over de domeinen van de familie Oranje-Nassau uitoefende. Deze landgoederen van deze familie strekten zich uit over het hele gebied van de Republiek der Zeven Verenigde Nederlanden, maar lagen voornamelijk in Holland, Zeeland, Noord-Brabant en Gelderland. Buiten de grenzen had de familie in Duitsland, Luxemburg en Frankrijk (prinsdom Orange) bezittingen.

## Geschiedenis
Oorspronkelijk was de Nassause Domeinraad in Breda gevestigd, later vanaf eind 16e eeuw, begin 17e eeuw in Den Haag aan het Binnenhof. De Raad bestond uit vijf tot zeven leden met een toegevoegde griffier of secretaris als belangrijkste ambtenaar.

### Beheer
Het beheer van deze goederen werd door tal van rentmeesters uitgevoerd die lokaal belast waren met onder andere het toezicht op heerlijke rechten. Met de verworven inkomsten werd de hofhouding, paleizen, kunstcollectie en dergelijke betaald. In ieder domein waren een groot aantal functionarissen aangesteld variërend van hoveniers tot predikanten. Dezelfde situatie deed zich voor op het terrein van bestuur en rechtspraak met de aanstelling van schout en schepenen.

### Archief
De notulen van de domeinraad zijn bewaard gebleven in archieven, maar ook de thesauriersrekeningen (met betrekking tot de uitgaven) en een ambtboek met gegevens over de aanstellingen die in elk domein plaatsvonden. Verder zijn van ieder domein series rentmeestersrekeningen, correspondentie over tal van onderwerpen van bestuurlijk-juridische aard en losse stukken (meestal met een financiële inslag) bewaard gebleven.

## Bron
- nationaal archief